# Crypsis alopecuroides
Crypsis alopecuroides  es una especie de planta herbácea perteneciente a la familia de las poáceas.   

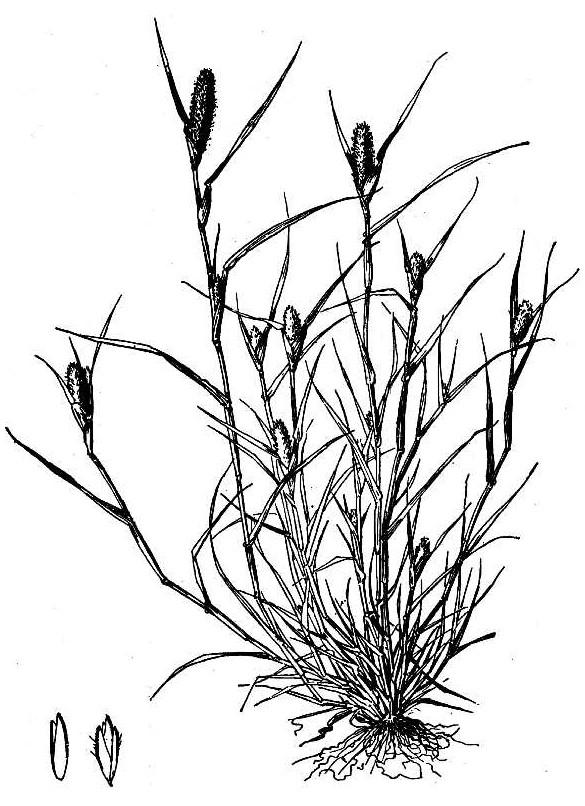
Ilustración

## Descripción
Son plantas anuales que tiene tallos de 5-20 cm de altura, decumbentes, glabros.Las hojas glabras, con vaina ligeramente inflada; lígula con pelos de  0,5 mm. La inflorescencia en forma de panícula  oblongoidea, con ramas muy cortas. Espiguillas de 2-2,5 mm. Glumas de  2,2 mm, obtusas, aquilladas, membranosas. Lema de  2,2 mm, obtusa, glabra. Pálea ligeramente más corta que la lema, membranosa. Cariopsis de   1,1 x 0,6 mm. Florece de agosto a octubre.

## Distribución y hábitat
Se encuentra en los márgenes de pantanos y lechos de cursos de agua secos. Es una especie rara. Se distribuye por Europa. Norte de África, SW W y C de Asia; introducida en N de América.

## Taxonomía
Crypsis alopecuroides fue descrita por (Piller & Mitterp.) Schrad. y publicado en Flora Germanica 1: 167. 1806.
Etimología
Crypsis nombre genérico que deriva del griego kryptos = (oculto, encubierto), refiriéndose a la parte de inflorescencia oculta.
alopecuroides: epíteto latíno que significa "como el género Alopecurus"
Sinonimia
- Agrostis brachystachys (J.Presl) Schult. & Schult.f.
- Alopecurus fulvus Forssk. ex Steud.
- Alopecurus geniculatus Sibth. ex Steud.
- Chilochloa explicata (Link) Roem. & Schult.
- Crypsis aegyptiaca Tausch
- Crypsis brachystachys Trab.
- Crypsis explicata (Link) F.Hermann
- Crypsis geniculata Roem. & Schult.
- Crypsis macrostachya Brot.
- Crypsis nigricans Guss.
- Crypsis phalaroides M.Bieb.
- Crypsis schoenoides Hochst. ex Steud.
- Crypsis sicula Jan
- Crypsis tenuissima Tausch
- Heleochloa alopecuroides (Piller & Mitterp.) Host
- Heleochloa alopecuroides var. celakovskyi (Rohlena) Soó
- Heleochloa alopecuroides var. nigricans (Guss.) Soó
- Heleochloa alopecuroides f. subvaginata Hack.
- Heleochloa brachystachys (J.Presl) K.Richt.
- Heleochloa explicata (Link) Hack. ex Fritsch
- Heleochloa nigricans Guss.
- Phalaris explicata Link
- Phalaris geniculata Sm.
- Phleum alopecuroides Piller & Mitterp.
- Vilfa brachystachys C.Presl[5][6]